# Marc Lloyd-Williams
Marc Lloyd-Williams (Bangor, 8 febbraio 1973) è un ex calciatore gallese.

## Carriera
È il miglior marcatore del Campionato gallese di calcio della storia con oltre 300 goal.
Ha giocato per numerose squadre, tra cui Bangor City (5 volte), TNS, Stockport County, Haugesund, York City, Aberystwyth Town, Halifax Town, Southport, Altrincham, Colwyn Bay, Porthmadog, Newtown e Rhyl.
Nella sua carriera ha vinto tre campionati gallesi (1994/95, 2004-2005 e 2005/06), due Coppe del Galles (1997/98 e 2004/05) ed è stato eletto per due volte miglior giocatore del Galles.
Williams fu il miglior marcatore europeo nella stagione 2001-2002, con 47 goal. Nonostante ciò non ha potuto ricevere la Scarpa d'oro, in quanto il Galles ha un minore coefficiente UEFA rispetto agli altri paesi europei. È tuttora, con 319 goal in 468 presenze il miglior marcatore della storia del campionato gallese.

## Palmarès

### Club

#### Competizioni nazionali
- Campionato gallese: 2

The New Saints: 2004-2005, 2005-2006
- Coppa del Galles: 2

Bangor City: 1997-1998
The New Saints: 2004-2005
- Welsh League Cup: 1

The New Saints: 2005-2006